# Arslanbob
Arslanbob (en ruso: Арсланбоб) es el nombre que recibe una localidad, subdistrito, valle, cordillera y bosque en el país asiático de Kirguistán.
La primera exportación de Kirguistán conocida en Europa fue el nogal de Arslanbob. Dos cascadas están situadas en la zona, atrayendo a turistas, peregrinos y otros visitantes durante los meses de primavera y verano.
El bosque de nogal se encuentra dentro de las 60.000 hectáreas (150.000 acres) de bosques situados entre las montañas Fergana y las montañas Chatkal. El bosque de nogal se encuentra en altitudes que varían entre los 1.500 metros (4.900 pies) y 2.000 metros (6.600 pies) sobre el nivel del mar en la cordillera de Fergana con pendientes orientadas al sur. Con 11.000 hectáreas (27.000 acres), el bosque Arslanbob es la mayor bosque de nogales en la tierra.